# Cha Tae-hyun
Cha Tae-hyun (ur. 25 marca 1976 w Seulu) – południowokoreański aktor, osobowość telewizyjna i piosenkarz. W roku 2006 poślubił swoją wieloletnią przyjaciółkę Choi Eun-suk.
W 1995 roku zadebiutował w telewizji. Swój debiut filmowy miał w 1997 roku w filmie pt. Hallelujah. W 2001 roku pokazał swój wokal i to był jego debiut jako piosenkarz. Największą sławę przyniósł mu udział w filmie My Sassy Girl, gdzie grał obok aktorki Jun Ji-hyun.

## Wybrana filmografia

### Filmy
| Rok  | Tytuł                     | Tytuł oryginalny                                                 | Rola                                 |
| ---- | ------------------------- | ---------------------------------------------------------------- | ------------------------------------ |
| 1997 | Hallelujah                | 할렐루야 MOCT: Hallelruya                                        | Chłopak w kościele                   |
| 2001 | My Sassy Girl             | 엽기적인 그녀 MOCT: Yeopgijeogin geunyeo                         | Gyun-woo                             |
| 2002 | Lovers' Concerto          | 연애소설 MOCT: Yeonae Soseol                                     | Lee Ji-hwan                          |
| 2003 | Crazy First Love          | 첫사랑 사수 궐기대회 MOCT: Cheotsarang sasu gwolgidaehoe         | Son Tae-il                           |
| 2003 | Happy Ero Christmas       | 해피 에로 크리스마스 MOCT: Haepi Ero Keurisemaseu                | Sung Byung-ki                        |
| 2004 | Who's Got the Tape?       | 어깨동무 MOCT: Eoggaedongmu                                      | Jap-beom (cameo)                     |
| 2004 | Windstruck                | 내 여자친구를 소개합니다 MOCT: Nae yeojachingureul sogae habnida | Człowiek na stacji kolejowej (cameo) |
| 2004 | Two Guys                  | 투가이즈 MOCT: Tu Gaijeu                                         | Kim Hoon                             |
| 2005 | Sad Movie                 | 새드무비 MOCT: Saedu Mubi                                        | Jung Ha-suk                          |
| 2005 | My Girl and I             | 파랑주의보 MOCT: Parangjuuibo                                    | Kim Su-ho                            |
| 2007 | Highway Star              | 복면달호 MOCT: Bokmyeon Dalho                                    | Bong Dal-ho / Bong Pil               |
| 2008 | Horton słyszy Ktosia      | Horton słyszy Ktosia                                             | Horton (koreański dubbing)           |
| 2008 | BA:BO                     | 바보 MOCT: Babo                                                  | Seung-ryong                          |
| 2008 | My Mighty Princess        | 무림여대생 MOCT: Murim Yeodaesaeng                               | gołębiarz (cameo)                    |
| 2008 | Scandal Makers            | 과속스캔들 MOCT: Gwasok Seukaendeul                              | Nam Hyun-soo                         |
| 2009 | Maybe (Rabbit and Lizard) | 토끼와 리저드 MOCT: Tokkiwa Rijeodeu                             | Yeong-nam (cameo)                    |
| 2009 | Triangle                  | 트라이앵글 MOCT: Teuraiaenggeul                                  | (cameo)                              |
| 2010 | Hello Ghost               | 헬로우 고스트 MOCT: Hellowoo Goseuteu                            | Kang Sang-man                        |
| 2011 | Champ                     | 챔프 MOCT: Champeu                                               | Seung-ho                             |
| 2012 | Never Ending Story        | 네버엔딩 스토리 MOCT: Nebeoending seutoli                        | przyjaciel Song-kyunga (cameo)       |
| 2012 | The Grand Heist           | 바람과 함께 사라지다 MOCT: Baramgwa Hamjje Sarajida              | Lee Deok-mu                          |
| 2013 | Steal My Heart            | 캐치미 MOCT: Kaechimi                                            | sąsiad Ho-tae (cameo)                |
| 2014 | Slow Video                | 슬로우 비디오 MOCT: Seullowoo Bidio                              | Yeo Jang-boo                         |
| 2015 | My New Sassy Girl         | 엽기적인 두번째 그녀 MOCT: Yeopgijeogin Dubeonjjae Geunyeo       | Gyun-woo                             |

## Dyskografia
- Accident (2001)
- 더북 THE [BU:K] (2003)

## Radio
Pracował jako DJ dla rozgłośni KBS, a w roku 2007 dostał nagrodę najlepszego DJ tej stacji.
- 1999–2000: KBS 2FM <FM Popular Music With Cha Tae-Hyun>
- 2007: KBS 2FM <Mr. Radio>